# Maurizio Ganz
Maurizio Ganz (ur. 13 października 1968 w Tolmezzo) – włoski piłkarz występujący podczas kariery na pozycji napastnika.

## Kariera klubowa
Karierę piłkarską Maurizio Ganz rozpoczął w Sampdorii w 1985 roku. W klubie z Genui grał przez dwa lata, jednakże nie mogąc wywalczyć sobie miejsca w składzie przeszedł w 1987 roku do drugoligowej Monzy. Kolejne trzy sezony spędził również w tej klasie rozgrywkowej w Parmie i Brescii. Z Brescią awansował do Serie A oraz zdobył tytuł króla strzelców Serie B w 1992 roku. W tym samym roku przeszedł do występującej w Serie A Atalanty BC. W Atalancie grał przez trzy sezony do 1995 roku, spadając z nią w międzyczasie do Serie B w 1994 roku.
W 1995 roku przeszedł do Interu Mediolan. W Interze Ganz zadebiutował 27 sierpnia 1995 w wygranym 1-0 meczu z Vicenzą w Serie A. W Interze Ganz grał do końca 1997 roku. Ostatni raz w barwach Interu zagrał 25 listopada 1997 roku w przegranym 0-2 meczu Pucharu UEFA z RC Strasbourg. Z Interem dotarł do finału Pucharu UEFA 1997 i zajął trzecie miejsce w Serie A w 1997. Ogółem w barwach Interu wystąpił w 98 meczach (68 w lidze, 16 w europejskich pucharach oraz 14 w Pucharze Włoch) i strzelił 39 bramek (26 w lidze, 10 w europejskich pucharach oraz 3 w Pucharze Włoch). W styczniu 1998 odszedł do lokalnego rywala A.C. Milan na zasadzie wymiany za Francesco Moriero. Z Milanem Ganz zdobył mistrzostwo Włoch 1999.
W sezonie 1999–2000 stracił miejsce w składzie Milanu i został wypożyczony najpierw do Venezii i Atalanty BC. W latach 2001–2002 występował w Fiorentinie, z którą spadł z Serie A. W latach 2002–2004 grał Anconie, z którą najpierw awansował a potem spadł z Serie A. W sezonie 2004–2005 grał w drugoligowej Modenie, po czym przeszedł do szwajcarskiego AC Lugano. Karierę zakończył w czwartoligowym Pro Vercelli w 2007 roku.
Jego syn Simone (ur. 1993) również jest piłkarzem.

## Kariera reprezentacyjna
Maurizio Ganz był dwukrotnie powołany do reprezentacji Włoch w 1993 roku na mecze z Maltą i Estonią, jednakże nie zagrał w nich. Nigdy nie zdołał zagrać w reprezentacji.